# West Bromwich
West Bromwich – miasto w zachodniej Anglii, położone w hrabstwie West Midlands. W 2021 roku miasto liczyło 103 110 mieszkańców.
Siedziba klubu piłkarskiego West Bromwich Albion. Miasto specjalizujące się w produkcji stali. Produkcja stali wpłynęła znacznie na rozwój przemysłu metalurgicznego. Najwięksi producenci kas pancernych i sejfów pochodzą właśnie z tych okolic. Przykładem może być firma Samuela Withersa, założona w 1843 roku obecnie wchodząca w skład szwedzkiego holdingu Gunnebo, będącego jednym z największych producentów zabezpieczeń mechanicznych na świecie.
W tej miejscowości powstała także nieistniejąca już firma motoryzacyjna Jensen Motors.